# Urało-Kawkaz
Urało-Kawkaz (ukr. Урало-Кавказ, ros. Урало-Кавказ) – osiedle typu miejskiego na Ukrainie, w rejonie krasnodońskim obwodzie ługańskim.

## Historia
Nazwa Urało-Kawkaz pochodzi od towarzystwa akcyjnego, które w 1914 roku rozpoczęło wydobycie węgla kamiennego w tym rejonie. Od 1938 roku osiedle typu miejskiego.
W 1989 liczyło 3365 mieszkańców.
Po rozpadzie ZSRR, jednymi z głównych źródeł zarobku miejscowej ludności są nielegalne wydobycie węgla kamiennego w opuszczonych kopalniach oraz przemyt dóbr przez pobliską granicę z Rosją.
W 2013 liczyło 2555 mieszkańców.
Od 2014 roku jest pod kontrolą Ługańskiej Republiki Ludowej.